# چوبین (انیمه)
چوبین (به ژاپنی: 星の子チョビン Hoshi no Ko Chobin) مجموعه تلویزیونی انیمه‌ای ژاپنی است که در ۲۶ قسمت و در سال ۱۹۷۴ میلادی ساخته شد و توسط استودیوی زیرو از شبکهٔ تی‌بی‌اس پخش گردید. شیگیوکی هایاشی معروف به رینتارو کارگردان این مجموعه بوده است. یک نسخه مانگا توسط ایشینوموری در مجلهٔ ویکلی شوجو فرند از انتشارات کودانشا از ۲۰ آوریل ۱۹۷۴ (شماره ۱۴) تا ۵ نوامبر ۱۹۷۴ (شماره ۲۷) به صورت سریالی به چاپ رسید.
چوبین محصول انیمیشن‌سازی ژاپن و داستان آن اثر شوتارو ایشینوموری نویسنده ژاپنی است. این مجموعه ترکیبی جالب از داستان‌های علمی-تخیلی و حکایات افسانه‌ای را در مضمونی ماجراجویانه به تصویر کشیده است.

## داستان
چوبین شخصیت اصلی این مجموعه انیمه یک موجود فضایی عجیب و کوچک با دست و پایی کوتاه و چشمانی بزرگ است. دشمن او هیولایی خبیث و غول آسا به نام برونکا است که به وسیله نیروهایش سیاره محل سکونت چوبین که ستاره درخشان نام دارد را اشغال کرده و مادر چوبین نیز در چنگال او اسیر است. چوبین به زمین آمده و به دنبال مادرش است. روی مچ دست چوبین مچ‌بندی است که سنگ درخشان روی آن قرار دارد و نیرویی فراطبیعی به چوبین می‌دهد و نیروی این سنگ تنها وسیله برای نجات ستاره درخشان و نابودی نیروهای برونکا است. برونکا که در پی نابودی چوبین است، هر بار یکی از نیروها و ماشین‌آلات عجیب و قدرتمند در اختیار خود را برای مبارزه با چوبین می‌فرستد ولی نمی‌تواند وی را نابود کند. سرانجام قدرت سنگ درخشان نمایان می‌شود و چوبین با کمک آن محل پایگاه برونکا که مادرش نیز در آن‌جا اسیر است را پیدا می‌کند. سپس وی مستقیماً با برونکا به مبارزه می‌پردازد و با کمک نیروی سنگ درخشان موفق به از بین بردن برونکا می‌شود و با مادر خود به کمک یک سفینه به ستاره درخشان بازمی‌گردد.

## عوامل ساخت
طراحان و نویسندگان: نوریو یازاوا، هیروشی کانکو، شون ایچی یوکیکورو، و یوشیاکی یوشیدا

موسیقی متن: تیسشو هاگیوارا

تهیه‌کنندگان: تایزو تاناکا، ماساشی تاداکوما و شینیچی سوزوکی

تدوینگر: ایکو نیشیده

فیلمبردار: آکیو بانتو

## صداپیشگان نسخهٔ فارسی
- مدیر دوبلاژ: پرویز نارنجی‌ها
- چوبین: فریبا شاهین‌مقدم
- رولی: مریم شیرزاد
- پدربزرگ: اکبر منانی
- برونکا: مهدی آرین‌نژاد
- خرگوش: مهدی آرین‌نژاد
- خرس: عباس سعیدی
- قورباغه: تورج نصر
- بچه قورباغه: فریبا رمضان‌پور
- پروانه: رزیتا یاراحمدی
- پرنده: ژیلا اشکان
- جغد: پرویز نارنجی‌ها
- سایر نقش‌ها: محمد عبادی، عباس نباتی، جواد پزشکیان، مهتاب تقوی